# Mbaye Leye
Mbaye Leye (ur. 1 grudnia 1982 w Birkelane) – senegalski piłkarz występujący na pozycji pomocnika. Od sezonu 2017/2018 zawodnik belgijskiego KAS Eupen. W reprezentacji Senegalu zadebiutował w 2008 roku.